# Bathypallenopsis longimana
Bathypallenopsis longimana is een zeespin uit de familie Pallenopsidae. De soort behoort tot het geslacht Bathypallenopsis. Bathypallenopsis longimana werd in 1991 voor het eerst wetenschappelijk beschreven door Stock. 